# 克里米亚国家议会主席
克里米亞國家議會主席（俄语：Национальный председатель крымского парламента）是俄羅斯克里米亞共和國的議長，現任議會主席是弗拉基米尔·康斯坦丁诺夫。
1991年烏克蘭自蘇聯獨立後，於克里米亞設立克里米亚自治共和国最高苏维埃主席一職，1994年9月21日更名为克里米亚自治共和国最高拉达主席。2014年克里米亞被俄羅斯吞併，俄羅斯設立克里米亞共和國國家議會主席一職。但克里米亞仍是烏克蘭法理上的領土，烏克蘭所設克里米亚最高拉达暫停運作但仍保留，而克里米亚自治共和国最高拉达主席一職也隨之懸空至今。

## 克里米亚自治共和国最高拉达主席
- 尼古拉·巴格罗夫（英语：Mykola Bahrov）（1991年3月22日–1994年5月10日）
- 谢尔盖·采科夫（英语：Sergei Tsekov）（1994年5月10日–1995年7月6日）
- 叶夫根尼·苏普鲁纽克（俄语：Супрунюк, Евгений Владимирович）（1995年7月6日–1996年10月9日）
- 瓦西里·基谢廖夫（俄语：Киселёв, Василий Алексеевич (политик)）（1996年10月10日–1997年2月6日）
- 阿纳托利·格里岑科（俄语：Гриценко, Анатолий Павлович）（1997年2月13日–1998年4月29日）
- 列昂尼德·格拉奇（英语：Leonid Hrach）（1998年5月14日–2002年4月29日）
- 鲍里斯·杰伊奇（英语：Boris Deich）（2002年4月29日–2006年5月12日）
- 阿纳托利·格里岑科（俄语：Гриценко, Анатолий Павлович）（2006年5月12日–2010年3月17日）
- 弗拉基米尔·康斯坦丁诺夫（2010年3月17日–2014年3月17日）
- 空缺（2014年–）

## 克里米亞國家議會主席
| 姓名                    | 任期                 | 政黨       |
| ----------------------- | -------------------- | ---------- |
| 弗拉基米尔·康斯坦丁诺夫 | 2014年3月17日 – 至今 | 統一俄羅斯 |